# Synogdoa miltophleba
Synogdoa miltophleba är en fjärilsart som beskrevs av Collenette 1960. Synogdoa miltophleba ingår i släktet Synogdoa och familjen tofsspinnare. Inga underarter finns listade i Catalogue of Life.